# 橋本和重
橋本 和重（はしもと かずしげ　1948年-）は、日本の建築構造家・構造デザイナー。

## 略歴
- 1948年　茨城県生まれ
- 1968年　中央工学校建築設計科 卒業
- 1968年　三上建築事務所 入社
- 1974年　構造設計集団〈SDG〉 入社
- 1979年　エスティアールデザイン設立（旧社名：橋本構造設計室）

## 受賞歴
- 2007年 - 第2回日本構造デザイン賞　フラットバーによるエキスパンドベアリングウォール「レイカズン本社ビル」

## 主な構造設計作品
- レイカズン本社ビル（照井信三建築研究所）